# Modřejovice
Modřejovice (dříve Modřowitz) jsou vesnice, část městyse Slabce v okrese Rakovník ve Středočeském kraji.

## Historie
První písemná zmínka o vesnici pochází z roku 1318. Na začátku patnáctého století vesnice patřila ke krakoveckému panství, které roku 1410 koupil Jindřich Lefl z Lažan.
Západně od vesnice se v rokli pod hájovnou Polánec dochovaly štoly po těžbě kamenečných břidlic. Ložisko bylo známo od konce osmnáctého století a vrchol jeho těžby nastal před polovinou století následujícího. Břidlice se dobývala několika štolami. Svah s vyústěním štol byl zpevněn až pět metrů vysokou a několik desítek metrů dlouhou zdí. Vytěžená surovina se přímo na místě loužila a další budovy závodu stály ve vyústění rokle do údolí Javornice v blízkosti hájovny Marek. Patřila k nim olejna a výrobna sádry. Jejich provoz skončil po povodni roku 1872. U závodu původně stávala litinová socha svatého Františka z Pauly umístěná ve Slabcích.
Ve vsi byly v roce 1932 evidovány tyto živnosti a obchody: cihelna, holič, 2 hostince, kapelník, kolář, řezník, 3 sadaři, 2 obchody se smíšeným zbožím, trafika.

## Obyvatelstvo
| Rok            | 1869 | 1880 | 1890 | 1900 | 1910 | 1921 | 1930 | 1950 | 1961 | 1970 | 1980 | 1991 | 2001 | 2011 | 2021 |
| -------------- | ---- | ---- | ---- | ---- | ---- | ---- | ---- | ---- | ---- | ---- | ---- | ---- | ---- | ---- | ---- |
| Počet obyvatel | 467  | 412  | 370  | 351  | 369  | 349  | 311  | 223  | 227  | 185  | 130  | 113  | 114  | 104  | 96   |
| Počet domů     | 70   | 72   | 70   | 73   | 70   | 70   | 73   | 69   | 79   | 54   | 48   | 58   | 59   | 60   | 61   |

## Obecní správa
Při sčítání lidu v letech 1850–1979 Modřejovice byly samostatnou obcí v okrese Rakovník. Od 1. ledna 1980 jsou částí městyse Slabce v okrese Rakovník. V letech 1850–1929 a od 12. června 1960 do 31. prosince 1979 k obci patřil Kostelík.

## Další fotografie

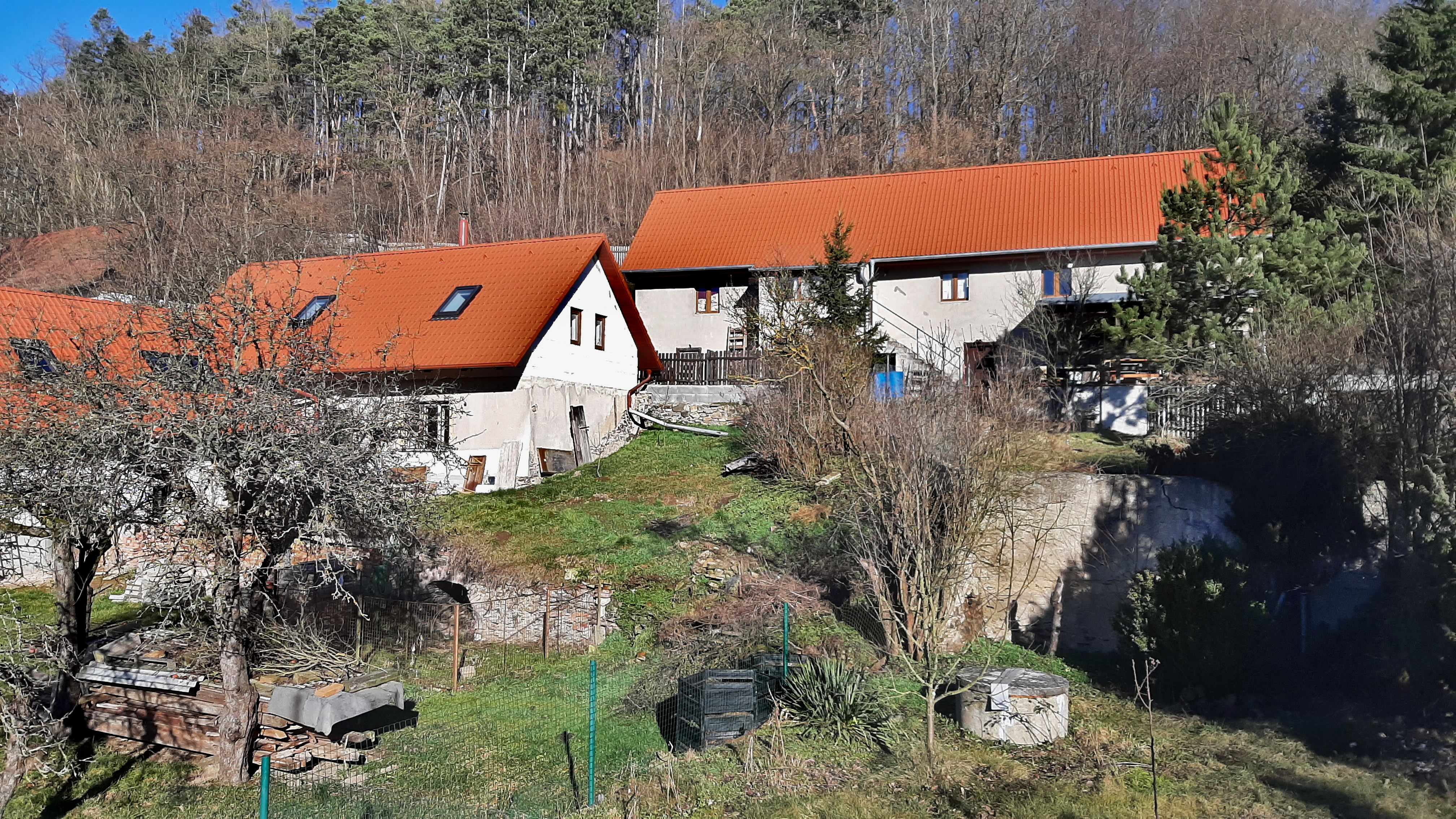
Severní část vesnice
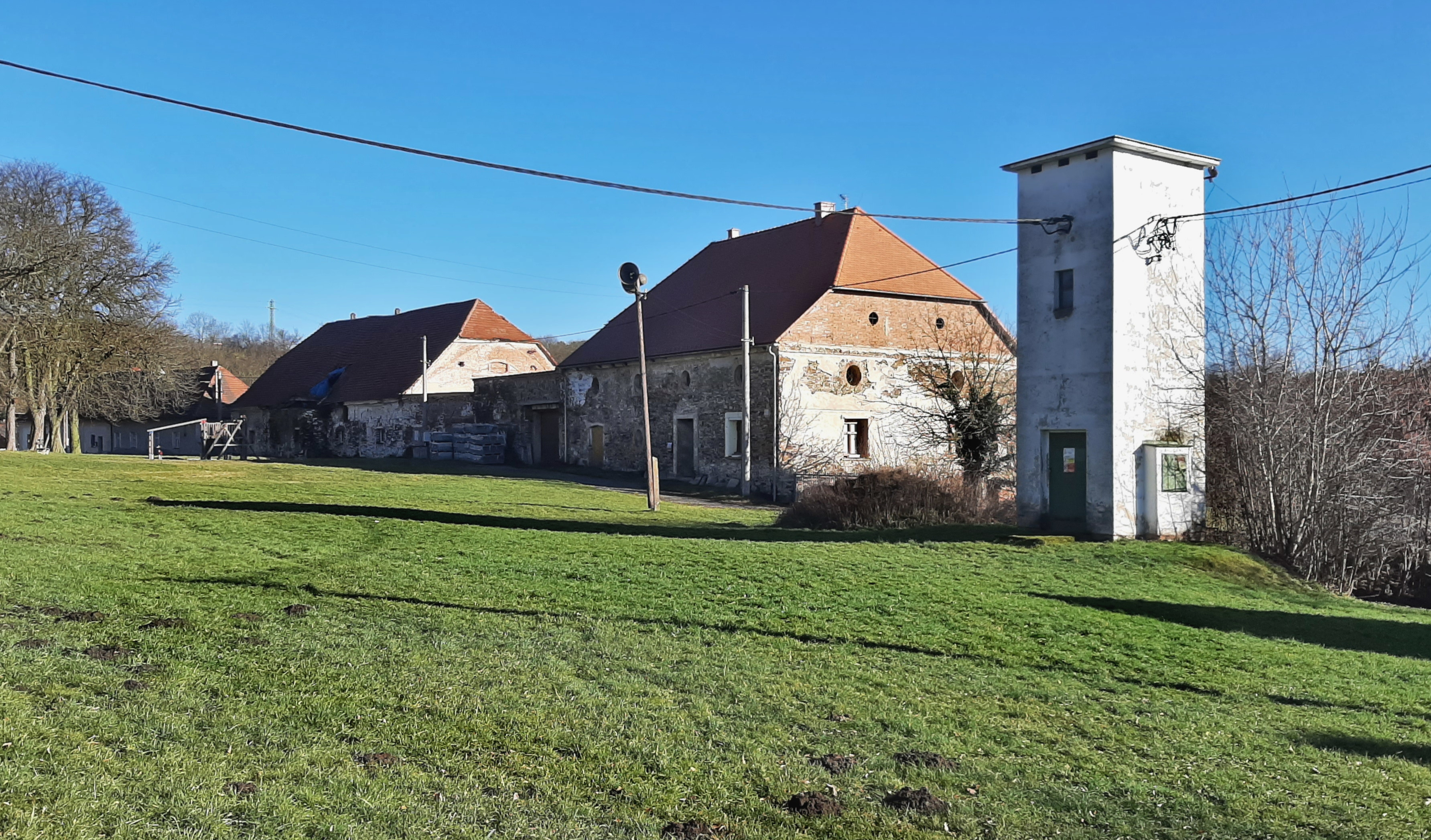
Náves s transformátorem
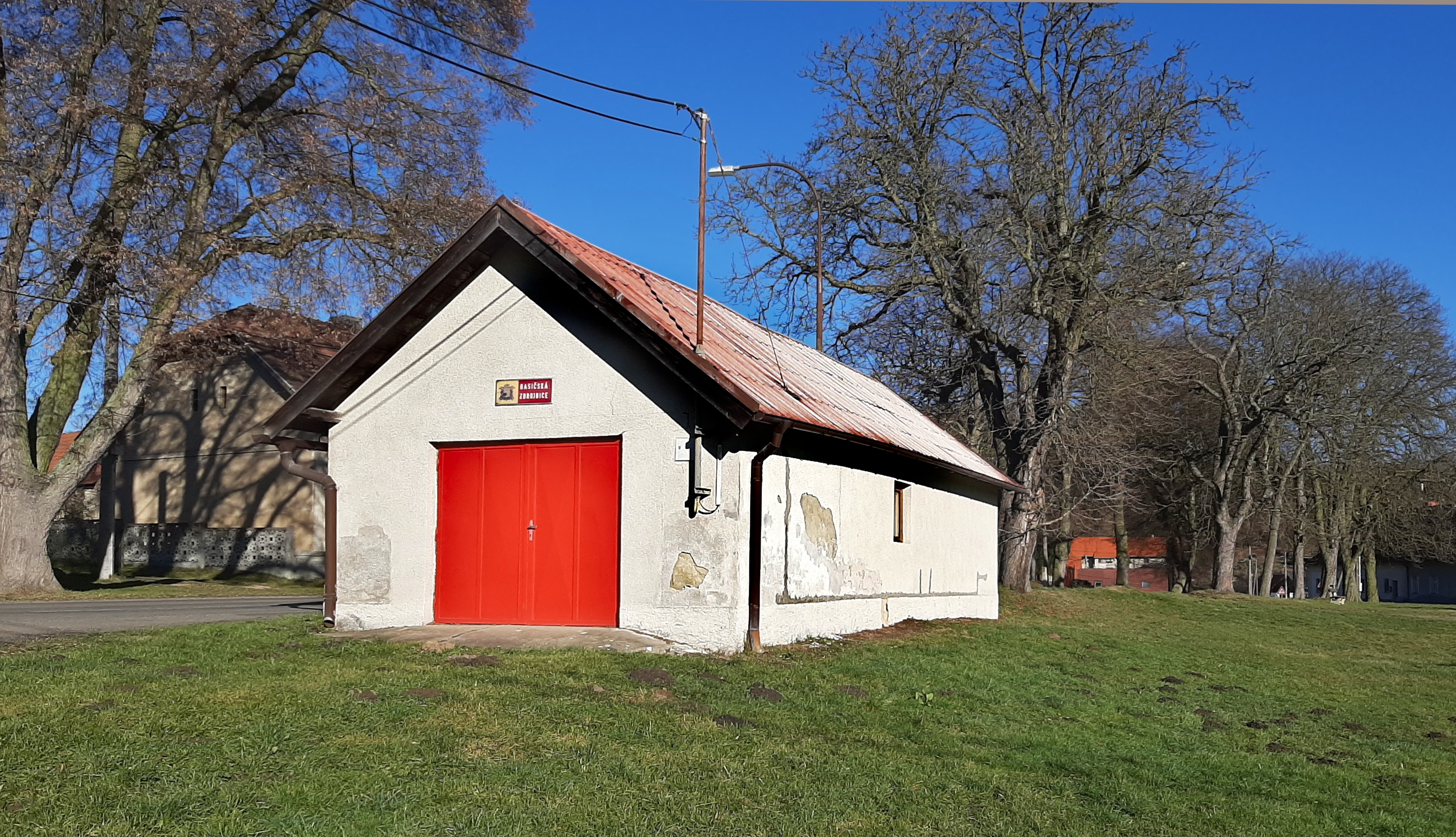
Hasičárna
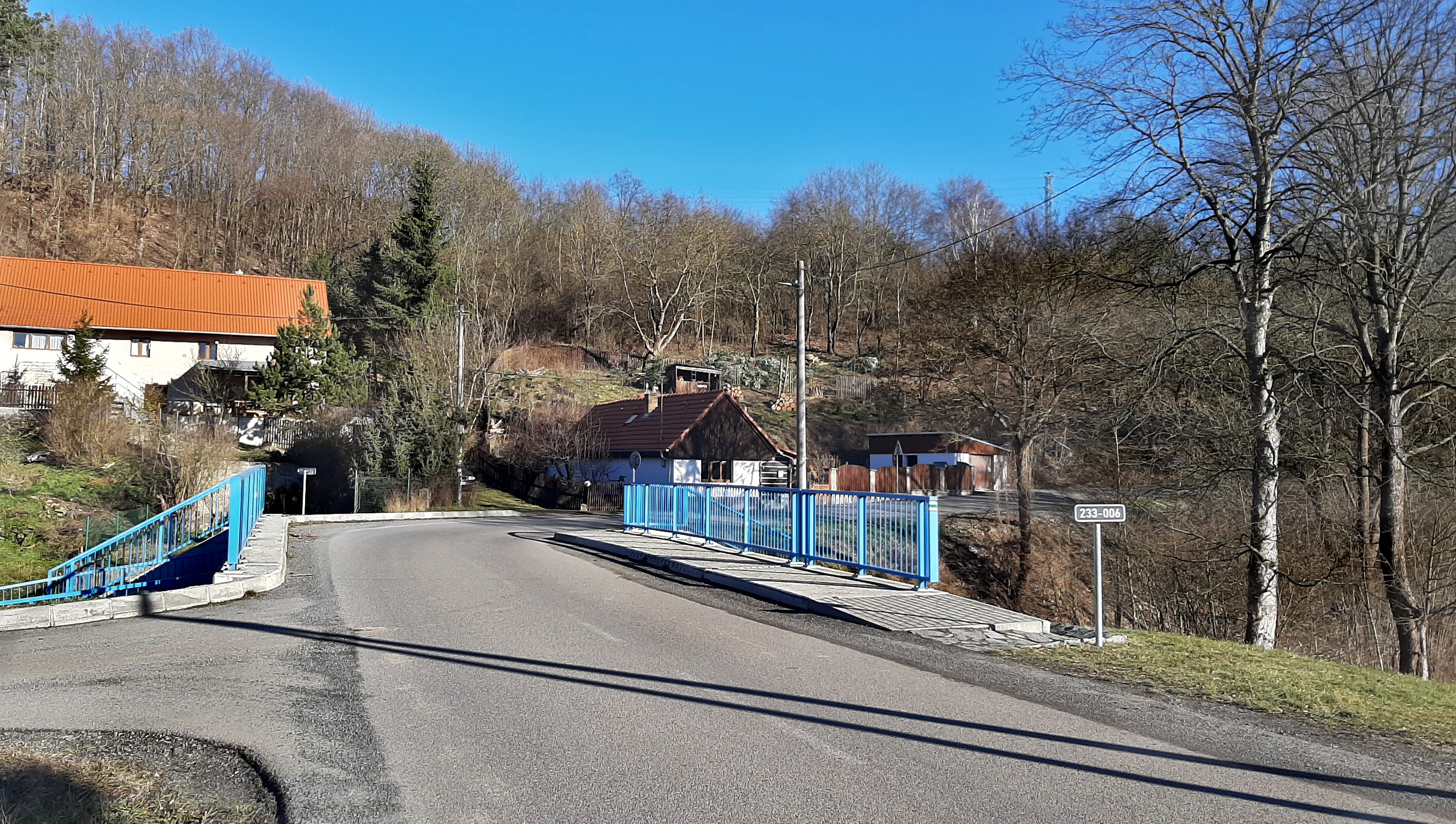
Most přes Modřejovický potok